# Переволоцький
Переволо́цький (рос. Переволоцкий) — селище, центр Переволоцького району Оренбурзької області, Росія.

## Населення
Населення — 9598 осіб (2010; 9721 у 2002).
Національний склад (станом на 2002 рік):
- росіяни — 83 %